# Morrill (Nebraska)
Morrill – wieś w Stanach Zjednoczonych, w stanie Nebraska, w hrabstwie Scotts Bluff.